# Ambassade de Singapour en France
L'ambassade de Singapour en France est la représentation diplomatique de la république de Singapour auprès de la République française. Elle est située 16 rue Murillo, en bordure du parc Monceau, dans le 8e arrondissement de Paris, la capitale du pays. Son ambassadrice est, depuis 2021, Foo Teow Lee.

## Histoire
L'ambassade est située à cette adresse depuis 2009. Elle était auparavant au 12 square de l'Avenue-Foch, dans le 16e arrondissement.

## Ambassadeurs de Singapour en France
Les ambassadeurs de Singapour en France ont été successivement :
| Date de nomination | Date de nomination | Date de remise des lettres de créance | Date de remise des lettres de créance | Ambassadeur                               |
| ------------------ | ------------------ | ------------------------------------- | ------------------------------------- | ----------------------------------------- |
| ?                  |                    | 30 novembre 1978                      | [ JORF 1 ]                            | David Saul Marshall (premier ambassadeur) |
| ?                  |                    | 20 avril 1994                         | [ JORF 2 ]                            | Foo Meng Tong                             |
| ?                  |                    | 11 septembre 1997                     | [ JORF 3 ]                            | Thambynathan Jasudasen                    |
| ?                  |                    | 3 novembre 2004                       | [ JORF 4 ]                            | Tai Soo Chew                              |
| ?                  |                    | 19 février 2008                       | [ JORF 5 ]                            | Burhan Gafoor                             |
| ?                  |                    | 28 janvier 2011                       | [ JORF 6 ]                            | Tan York Chor                             |
| ?                  |                    | 8 septembre 2015                      | [ JORF 7 ]                            | Zainal Arif Mantaha                       |
| ?                  |                    | 2 novembre 2021                       | [ JORF 8 ]                            | Foo Teow Lee                              |

## Consulats
Singapour ne possède pas d'autre consulat que la section consulaire de son ambassade à Paris.